# Geelteugellooftiran
De geelteugellooftiran (Pogonotriccus venezuelanus; synoniem: Phylloscartes venezuelanus) is een zangvogel uit de familie Tyrannidae (tirannen).

## Verspreiding en leefgebied
Deze soort is endemisch in noordelijk Venezuela.

## Status
De grootte van de populatie is niet gekwantificeerd maar de soort heeft een erg klein verspreidingsgebied met een gestaag verlies aan geschikt habitat. Op de Rode lijst van de IUCN heeft deze soort de status gevoelig.